# Torgau
Torgau (górnołuż. Torhow, w formie spolszczonej często jako Torgawa) – miasto powiatowe we wschodnich Niemczech, w kraju związkowym Saksonia, siedziba powiatu Nordsachsen oraz wspólnoty administracyjnej Torgau, port nad Łabą, liczy ok. 21,4 tys. mieszkańców. Do 29 lutego 2012 należało do okręgu administracyjnego Lipsk.
1 stycznia 2013 do miasta przyłączono gminę Zinna, która stała się jego dzielnicą.
W mieście rozwinął się przemysł szklarski, maszynowy, papierniczy, ceramiczny oraz meblarski.

## Historia
Początki miasta sięgają IX wieku. Nad Łabą na terenie obecnego zamku znajdowała się drewniana osada słowiańska o nazwie Turguo która należała do plemiona Nieletyków. Po raz pierwszy miasto wymienione zostało w 973, jako Torgove. Na miejscu dawnej osady w X wieku, kiedy miejscowość znalazła się na terenie cesarstwa, powstała nowa siedziba. W 1119 została poświadczona tu osada targowa. Jej rozwojowi sprzyjało położenie nad Łabą przy traktacie handlowym pomiędzy Lipskiem i Frankfurtem nad Odrą.
Miasto należało do książąt Saksonii-Wittenbergi. Po bezpotomnej śmierci ostatniego księcia z dynastii askańskiej w 1423, Elektorat przeszedł w ręce Wettynów, którzy założyli tu swoją rezydencję. Po podziale lipskim w 1485, Torgau przejęli Wettyni z linii ernestyńskiej. Obok Weimaru Torgau stał się najważniejszą siedzibą tej gałęzi rodu. Od 1525, Torgau stał się samodzielną rezydencją. Po bitwie pod Mühlbergiem w 1547, Torgau przeszło w ręce Wettynów z linii albertyńskiej.

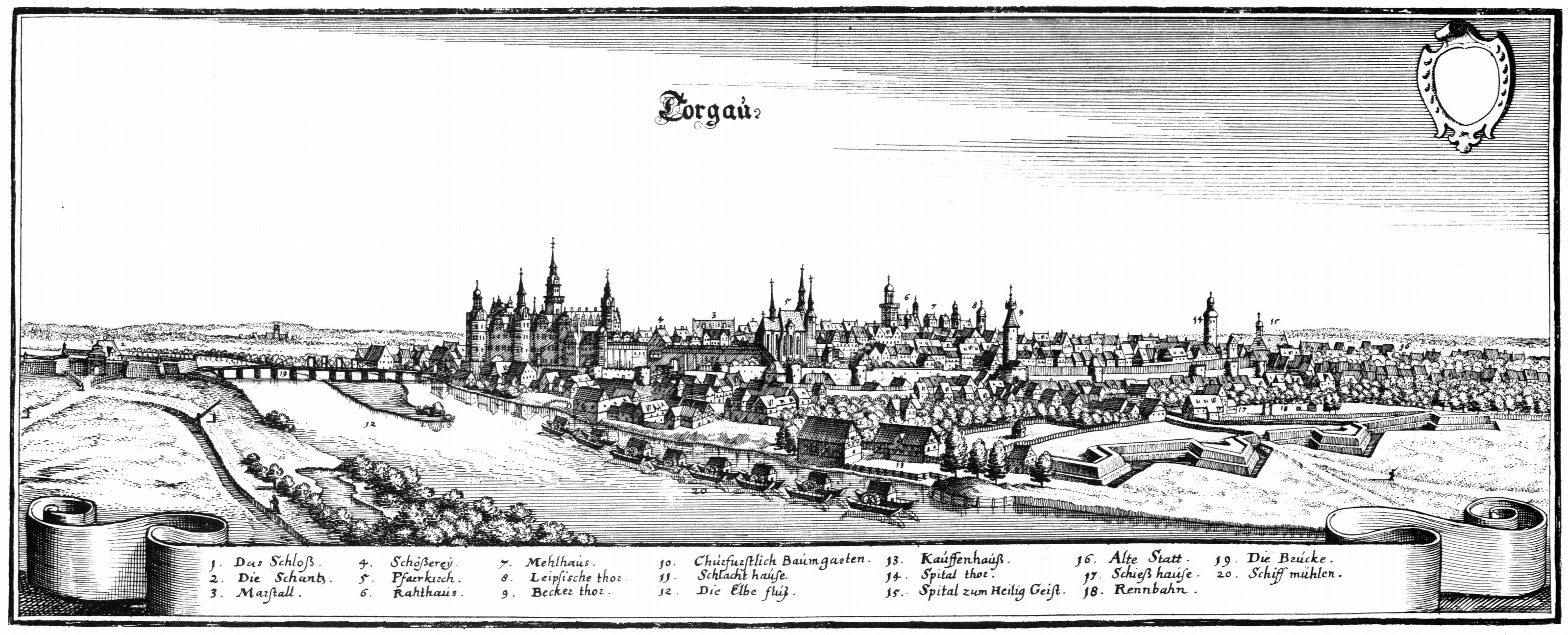
Widok na Torgau z 1650

W XVI wieku miasto stało się siedzibą elektora saskiego, dla którego został rozbudowany nad Łabą monumentalny zamek Hartenfels.
W wyniku reformacji, kiedy to miasto opowiedziało się za naukami Marcina Lutra, władze miasta zamknęły istniejące tu klasztory w 1523. Mieszkańcy Torgau niszczyli obrazy i rzeźby przedstawiające świętych, splądrowali tamtejszy klasztor Franciszkanów. Miasto stało się silnym ośrodkiem luteranizmu. Katarzyna von Bora, żona Marcina Lutra, została pochowana w tutejszym kościele NMP (Marienkirche). W 1530 sformułowane zostały tu Artykuły torgawskie, stanowiące podstawę wyznania augsburskiego.
W latach 1697–1706 i 1709–1763 miasto leżało w granicach unijnego państwa polsko-saskiego. 3 października 1760 pod Torgau miała miejsce bitwa, w której Prusacy odnieśli zwycięstwo nad Austriakami.
W 1871 miasto zostało włączone w granice zjednoczonych Niemiec.

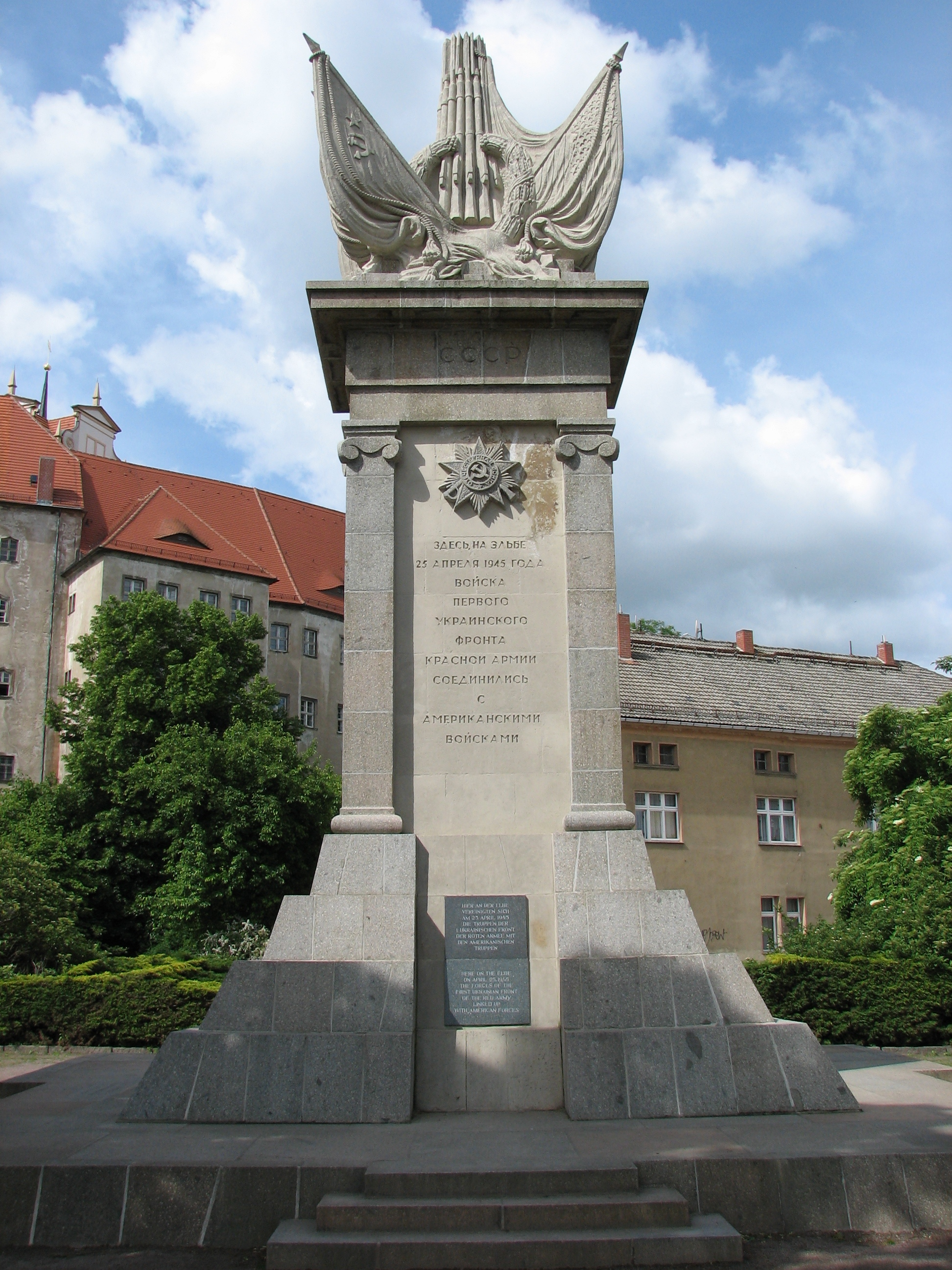
Pomnik upamiętniający spotkanie wojsk alianckich nad Łabą

Podczas II wojny światowej 25 kwietnia 1945 roku w Torgau doszło do spotkania wojsk amerykańskich i radzieckich. Dzień później spotkanie to zainscenizowano ponownie przed kamerami filmowymi i w formie kroniki filmowej obiegło ono świat. W latach 1949–1990 część NRD.

## Zabytki
- zamek Hartenfels z XVI w.
- kościół NMP (Marienkirche) z XV w.
- ratusz z XVI w.
- zespół kamienic na starym mieście z XV-XIX w.

## Współpraca
Miejscowości partnerskie:
- Finlandia: Hämeenkyrö
- Badenia-Wirtembergia: Sindelfingen
- Czechy: Znojmo

## Osoby związane z miastem
- Krystyna saska – królowa Danii, Norwegii i Szwecji; urodzona w Torgau
- Christoph Heinrich von Leipziger – królewsko-polski i elektorsko-saski masztalerz i szambelan, dyrektor miejscowego domu dziecka
- Wilhelm Radziwiłł – komendant twierdzy Torgau w latach 1848–1850
- Eduard Oscar Schmidt – zoolog, profesor Uniwersytetu Jagiellońskiego; urodzony w Torgau

## Galeria

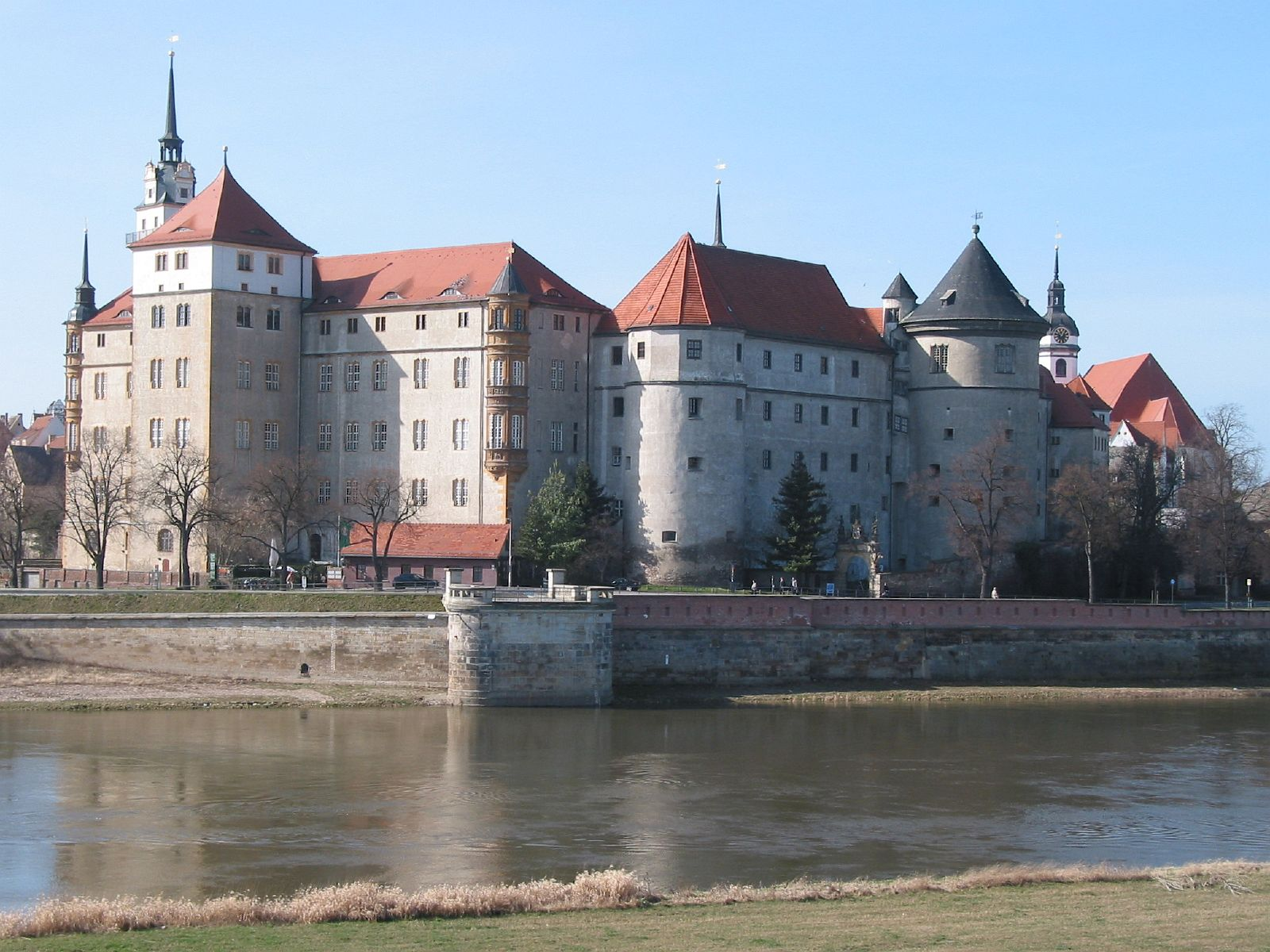
Zamek Hartenfels, widok od strony Łaby
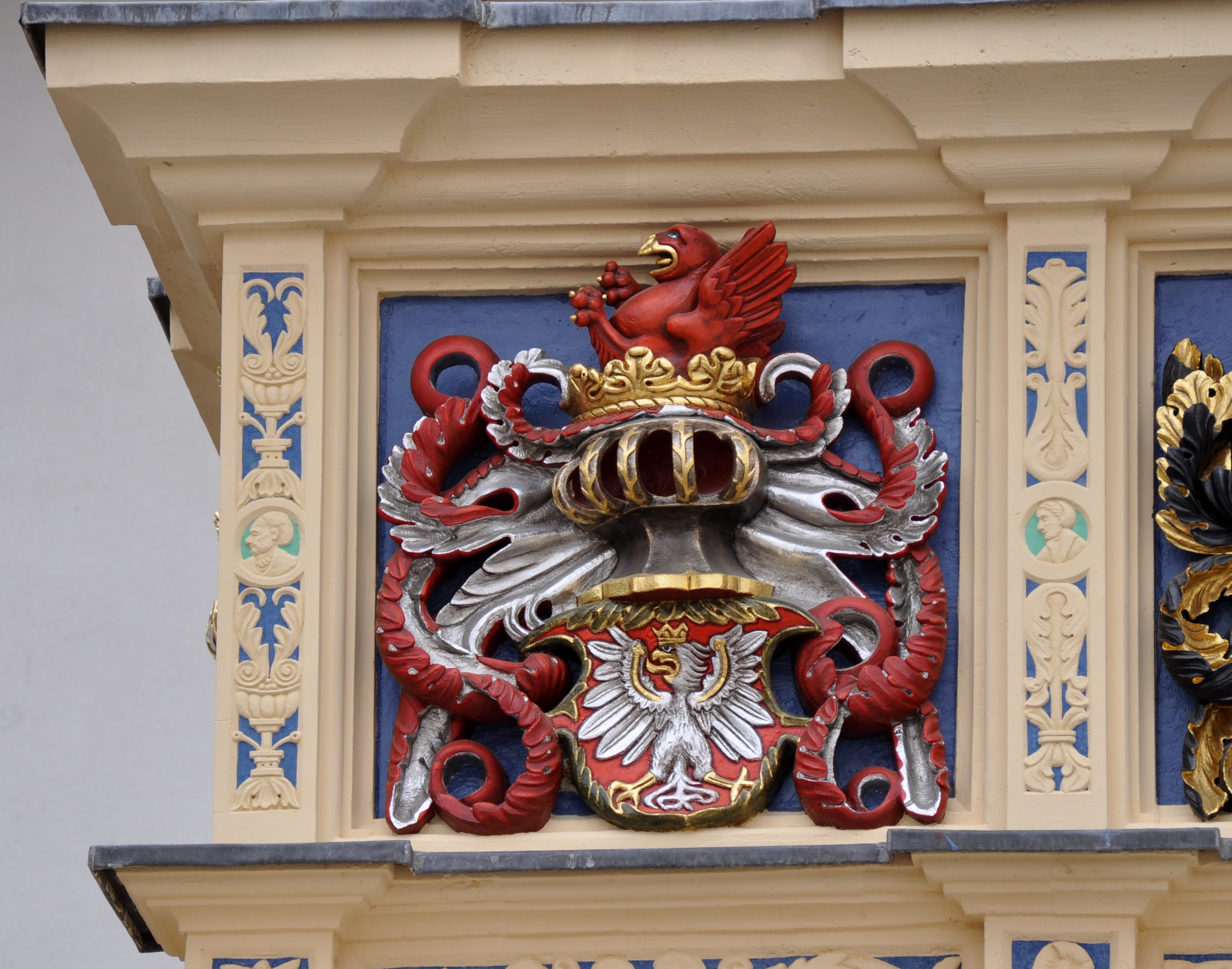
Herb księżniczki Cymbarki mazowieckiej z dynastii Piastów w zamku Hartenfels
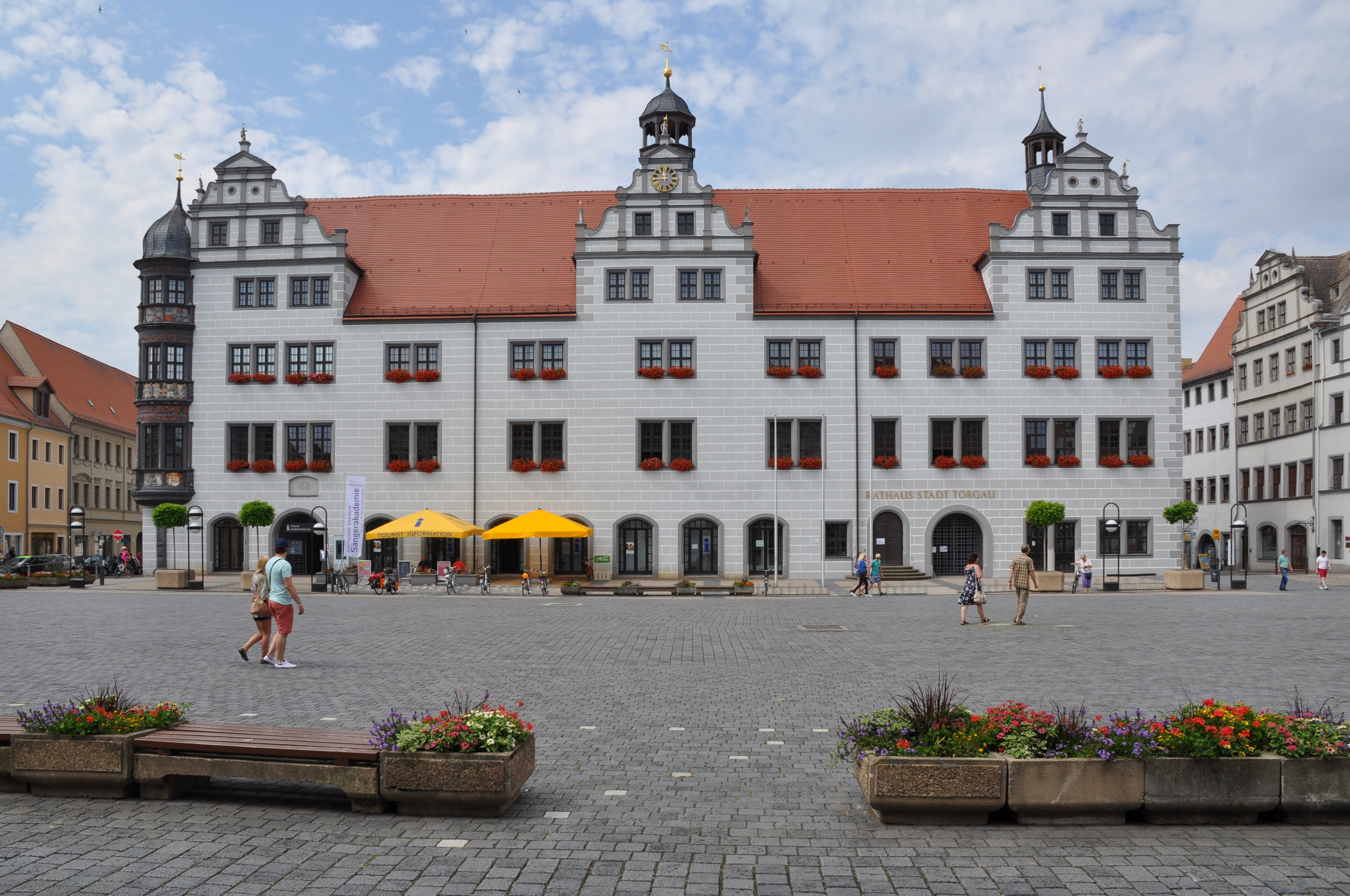
Ratusz
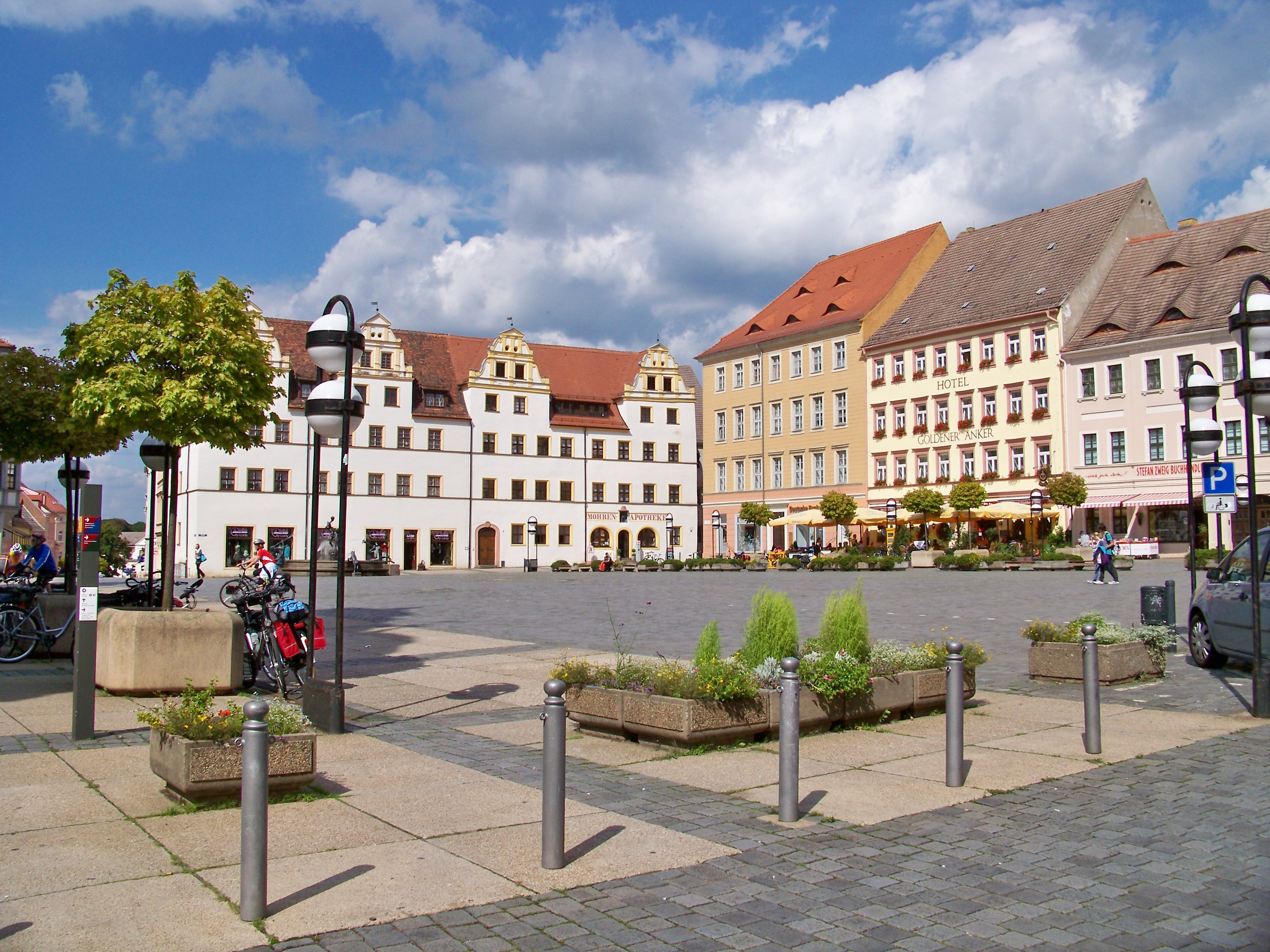
Rynek
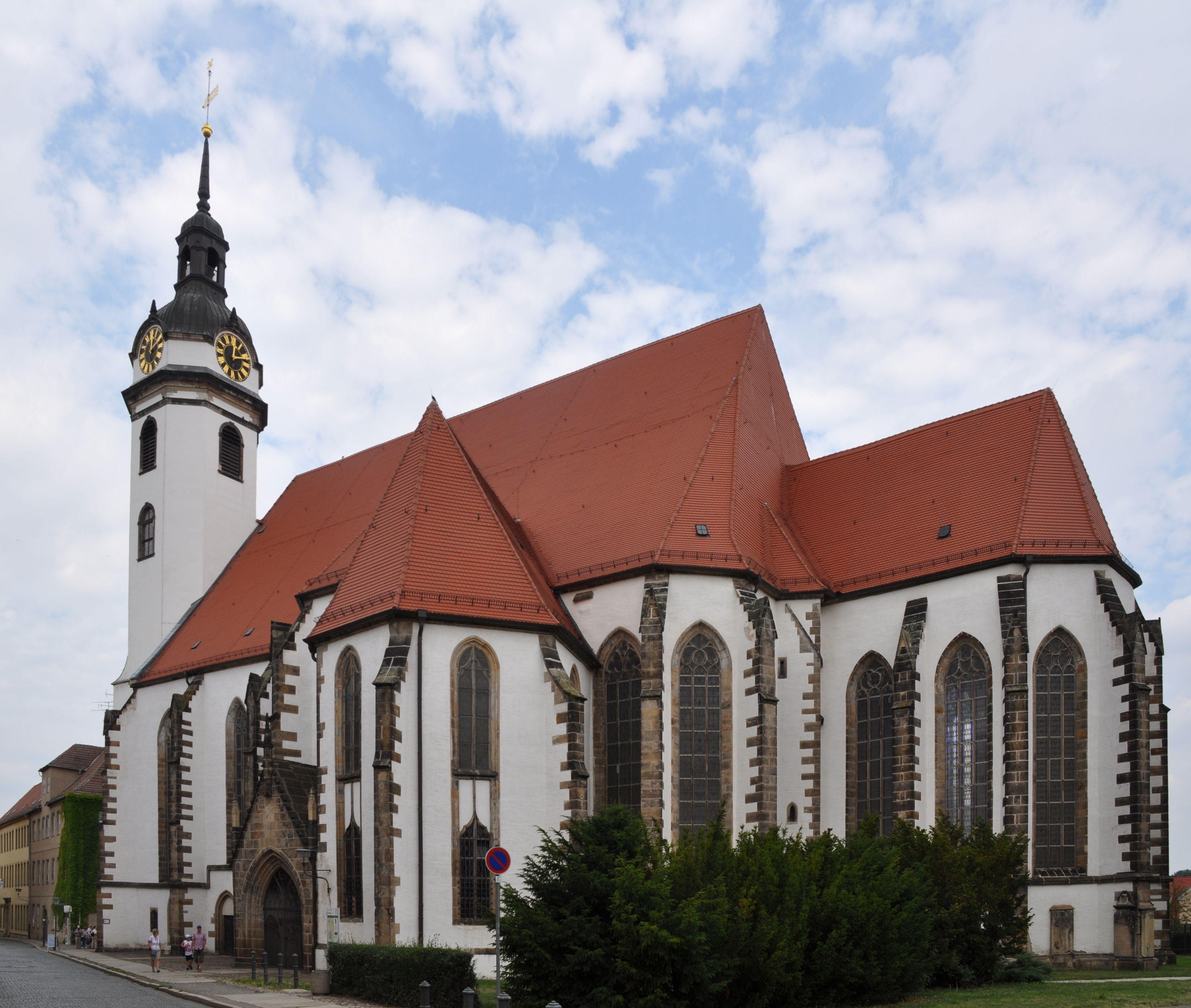
Kościół Mariacki
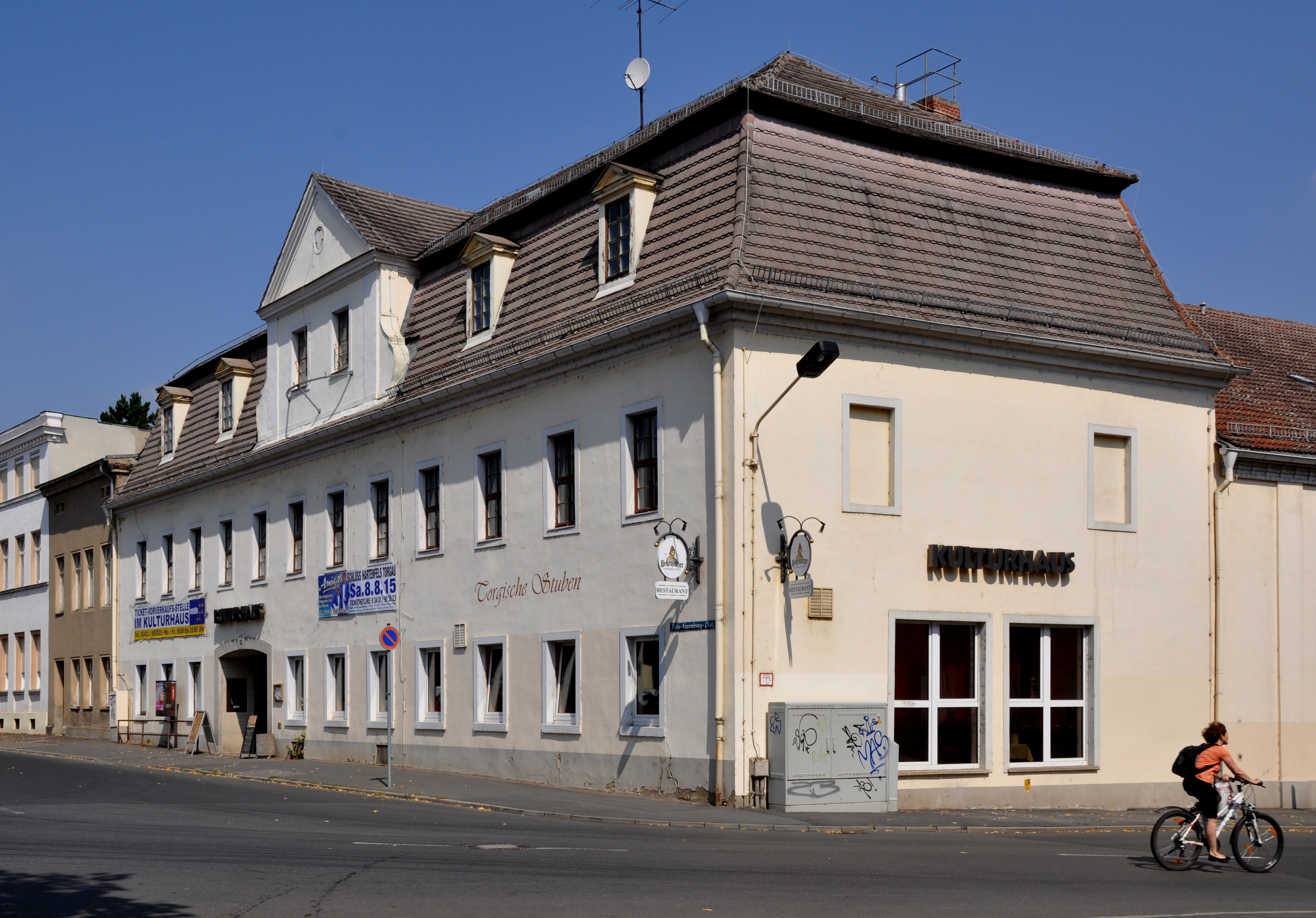
Dom Kultury